# Guardea
Guardea là một đô thị ở tỉnh Terni trong vùng Umbria của Ý, có cự ly khoảng 60 km về phía nam của Perugia và khoảng 30 km về phía tây của Terni. Tại thời điểm ngày 31 tháng 12 năm 2004, đô thị này có dân số 1.822 người và diện tích là 39,3 km².
Guardea giáp các đô thị: Alviano, Amelia, Avigliano Umbro, Civitella d'Agliano, Montecastrilli, Montecchio.